# Feliks Gryziecki
Feliks Gryziecki (ur. 1837 we Lwowie, zm. 3 lipca 1923 tamże) – polski prawnik, karnista, profesor zwyczajny, rektor Uniwersytetu Lwowskiego.

## Życiorys
Feliks Gryziecki urodził się w 1837 we Lwowie. W tym mieście ukończył w 1857 r. gimnazjum, a następnie studia na Wydziale Prawa i Umiejętności Politycznych Uniwersytetu Lwowskiego. W 1862 uzyskał tamże tytuł doktora praw. Od 1859 r. odbywał praktykę przygotowawczą w sądzie (aplikację) jako auskultant. Potem podjął pracę w C. K. Prokuratorii Państwa (czyli prokuraturze), by w 1866 r. powrócić do sądu, ale jako sędzia. Jako urzędnik C. K. Prokuratorii Państwa (prokurator) był oskarżycielem publicznym w sądach lwowskich oraz w Złoczowie i w Stanisławowie.
W kwietniu 1867 r. został pierwszym wykładowcą prawa karnego w języku polskim na Wydziale Prawa i Umiejętności Politycznych Uniwersytetu Lwowskiego. W lutym 1869 r. habilitował się (uzyskał prawo wykładania) z zakresu prawa i procesu karnego na podstawie niepublikowanej rozprawy pt. O oszustwie i fałszerstwie na Wydziale Prawa Uniwersytetu Lwowskiego, była to, w okresie autonomicznym, pierwsza habilitacja z prawa karnego w języku polskim. W 1872 r. habilitował się także z zakresu prawa politycznego (konstytucyjnego), które wykładał (obok prawa i procesu karnego) do 1889 r. (czyli do profesury Stanisława Starzyńskiego). Profesorem nadzwyczajnym prawa i procesu karnego został mianowany 11 czerwca 1870 r., zaś profesorem zwyczajnym w czerwcu 1891 r. Oprócz wykładów z prawa i procesu karnego wykładał też naukę o więziennictwie.
W roku akademickim 1894/1895 i ponownie w 1904/1905 był dziekanem Wydziału Prawa i Umiejętności Politycznych Uniwersytetu Lwowskiego, zaś w latach kolejnych po sprawowaniu urzędu dziekana (1895/1896 i 1905/1906) – prodziekanem. W czerwcu 1906 został wybrany na stanowisko rektora Uniwersytetu Lwowskiego na rok akademicki 1906/1907, zaś w roku akademickim 1907/1908 był prorektorem. Był posłem do Sejmu Krajowego Galicji VIII kadencji. W 1907 r. zaprosił do Lwowa profesora nadzwyczajnego prawa karnego na Wydziale Prawa i Administracji UJ Juliusza Makarewicza, zaś sam ustąpił z katedry. W następnym roku odszedł na emeryturę.
Działał również na polu społecznym we Lwowie. Był wieloletnim radnym miejskim od 1883, pracując w komisji finansowej. Ponadto był członkiem Rady Szkolnej Okręgowej i komisji artystycznej. Od 1887 do 1889 pełnił funkcję pierwszego wiceprezydenta Lwowa, a faktycznie sprawując przez pewien czas także funkcję prezydenta.
Zmarł 3 lipca 1923. Został pochowany na Cmentarzu Łyczakowskim we Lwowie. Często podpisywał się jako Szczęsny Gryziecki albo Feliks Szczęsny Gryziecki.

## Publikacje
- Studien über den strafbaren Betrug (1870)[8]
- O osadach rolnych („Przegląd Sądowy i Administracyjny” 1884)[2]
- Do reformy prawa karnego (1891)[9]